# Макаров, Виктор Иванович
Виктор Иванович Макаров (28 января 1913, Самарканд, Самаркандская область, Туркестанское генерал-губернаторство, Российская империя — 22 ноября 1998, Москва, Россия) — советский хозяйственный, государственный и партийный деятель.

## Биография
Родился в 1913 году в Самарканде. Член ВКП(б) с 1938 года.
С 1930 года — на хозяйственной, общественной и политической работе. В 1930—1983 гг. — сменный, старший мастер, начальник ремонтно-механического цеха, секретарь Бюро организации КП(б) Казахстана Балхашского медеплавильного комбината, партийный организатор ЦК ВКП(б) Чимкентского свинцового завода, заведующий Организационно-инструкторским отделом Южно-Казахстанского областного комитета КП(б) Казахстана, секретарь Южно-Казахстанского областного комитета КП(б) Казахстана по кадрам, инструктор Отдела партийных, профсоюзных и комсомольских органов ЦК ВКП(б), заведующий Сектором, секретарь комитета Отдела партийных органов ЦК ВКП(б) по союзным республикам, 1-й секретарь Южно-Казахстанского/Чимкентского областного комитета КП Казахстана, заместитель директора Ульбинского металлургического завода по общим вопросам, заместитель министра пищевой промышленности Казахской ССР, начальник I-го отдела, инженер по кадрам, старший инженер-технолог завода «Техмаш», «Диффузант» в Орле.
Избирался депутатом Верховного Совета СССР 6-го созыва.
Умер в 1998 году в Москве.